# Avenida Municipal

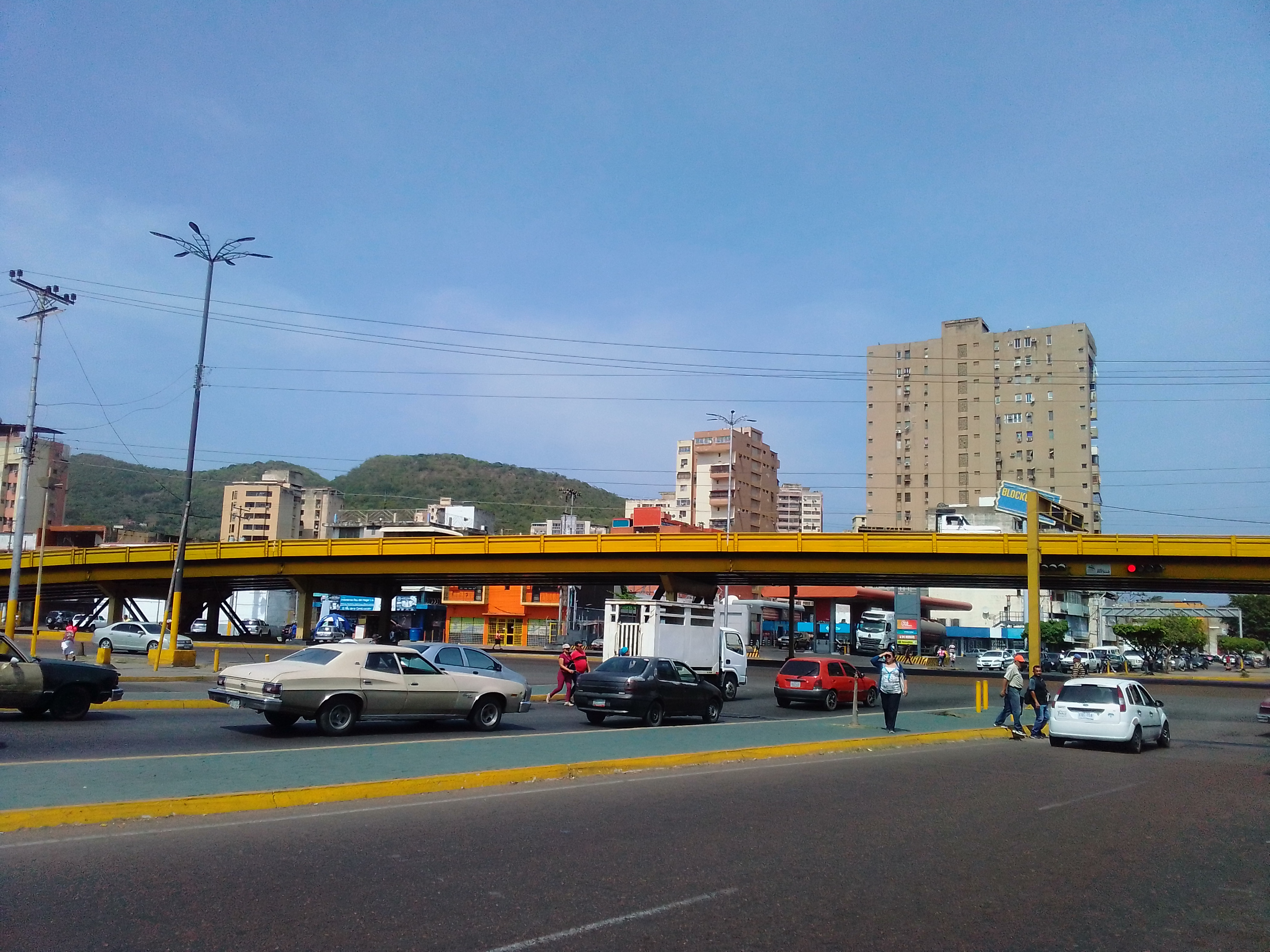
Elevado en la avenida Municipal

La avenida Municipal es la principal avenida de la ciudad de Puerto La Cruz, en el estado Anzoátegui, Venezuela. Fue la primera avenida de toda la zona norte del estado en ser pavimentada junto con la avenida Intercomunal Barcelona - Puerto La Cruz. Inaugurada en el año 1960 por el entonces alcalde del Concejo Municipal del Distrito Sotillo, Luis Echeverría Alfaro, junto al ingeniero municipal, Elpidio Silva Tirado y financiada por la empresa Mene Grande Oil y el presidente de la República, Rómulo Betancourt. También es la segunda avenida más transitada de la Gran Barcelona. A lo largo de la avenida se encuentran establecimientos de todo tipo, como conjuntos residenciales, edificios gubernamentales, tiendas de todo tipo, supermercados y  restaurantes, así como concesionarios y demás establecimientos de tipo automotriz. Esta avenida forma parte de la autopista Gran Mariscal de Ayacucho o la Troncal 9, así que las personas que van desde Caracas o de otras partes del centro y del occidente del país, tendrán que atravesar esta avenida para llegar a otras ciudades y estados de la nación, como la ciudad de Cumaná o Carúpano. Diariamente transitan alrededor de 30.000 vehículos por esta avenida y aproximadamente 300.000 personas la utilizan a diario.